# Lei Maria da Penha
A Lei Maria da Penha é uma lei federal brasileira, cujo objetivo principal é estipular punição adequada e coibir atos de violência doméstica contra a mulher. Decretada pelo Congresso Nacional e sancionada pelo então presidente Luiz Inácio Lula da Silva em 7 de agosto de 2006, a lei entrou em vigor no dia 22 de setembro do mesmo ano. Desde a sua publicação, a lei é considerada pela Organização das Nações Unidas como uma das três melhores legislações do mundo no enfrentamento à violência contra as mulheres. Além disso, segundo dados de 2015 do Instituto de Pesquisa Econômica Aplicada (IPEA), a lei Maria da Penha contribuiu para uma diminuição de cerca de 10% na taxa de homicídios contra mulheres praticados dentro das residências das vítimas. Em Fevereiro de 2025 o Supremo Tribunal Federal (STF) decidiu que a Lei Maria da Penha pode ser aplicada a relações entre casais homoafetivos compostos por homens e a mulheres travestis ou transexuais. Os ministros seguiram o voto do relator do caso, Alexandre de Moraes, que considerou que não estender a norma, que estabelece medidas para o combate à violência doméstica e familiar, pode gerar uma lacuna na proteção a esses grupos sociais. A decisão considera que o Congresso Nacional foi omisso ao não legislar sobre o tema.
A ementa da lei diz:
| “ | Cria mecanismos para coibir a violência doméstica e familiar contra a mulher, nos termos do art. 226 da Constituição Federal, da Convenção sobre a Eliminação de Todas as Formas de Discriminação contra as Mulheres e da Convenção Interamericana para Prevenir, Punir e a Violência contra a Mulher; dispõe sobre a criação dos Juizados de Violência Doméstica e Familiar contra a Mulher; altera o Código de Processo Penal, o Código Penal e a Lei de Execução Penal; e dá outras providências. | ” |
|   | — LEI Nº 11 340, DE 7 DE AGOSTO DE 2006. |   |

## Histórico
O caso nº 12 051/OEA, de Maria da Penha Maia Fernandes, foi o caso homenagem à Lei 11 340. Maria da Penha era casada com Marco Antônio Heredia Viveros, que cometeu violência doméstica durante 23 anos de casamento. Em 1983, o marido por duas vezes, tentou assassiná-la. Na primeira vez, com arma de fogo, deixando-a paraplégica, e na segunda, por eletrocussão e afogamento. Após essa tentativa de homicídio ela o denunciou, pôde sair de casa devido a uma ordem judicial e iniciou a batalha para que seu então marido fosse condenado. Entretanto, o caso foi julgado duas vezes e, devido a alegações da defesa de que haveria irregularidades, o processo continuou em aberto por alguns anos.
Em razão desse fato, o Centro pela Justiça pelo Direito Internacional (CEJIL) e o Comitê Latino - Americano de Defesa dos Direitos da Mulher (CLADEM), juntamente com a vítima, formalizaram uma denúncia à Comissão Interamericana de Direitos Humanos da OEA, ocasião em que o país foi condenado por não dispor de mecanismos suficientes e eficientes para proibir a prática de violência doméstica contra a mulher, sendo acusado de negligência, omissão e tolerância. Além disso, a Comissão Interamericana de Direitos Humanos recomendou a finalização do processo penal do agressor de Maria da Penha, a realização de investigações sobre as irregularidades e os atrasos no processo, a reparação simbólica e material à vítima pela falha do Estado em oferecer um recurso adequado para a vítima e, por fim, mas não menos importante, a adoção de políticas públicas voltadas à prevenção, punição e erradicação da violência contra a mulher.

Assim, o governo brasileiro se viu obrigado a criar e aprovar um novo dispositivo legal que trouxesse maior eficácia na prevenção e punição da violência doméstica e familiar no Brasil. Segundo a relatora da lei Jandira Feghali:
| “ | Lei é lei. Da mesma forma que decisão judicial não se discute e se cumpre, essa lei é para que a gente levante um estandarte dizendo: Cumpra-se! A Lei Maria da Penha é para ser cumprida. Ela não é uma lei que responde por crimes de menor potencial ofensivo. Não é uma lei que se restringe a uma agressão física. Ela é muito mais abrangente e por isso, hoje, vemos que vários tipos de violência são denunciados e as respostas da Justiça têm sido mais ágeis. | ” |

A lei alterou o Código Penal, como a introdução do parágrafo 9, do Artigo 129, possibilitando que agressores de mulheres em âmbito doméstico ou familiar sejam presos em flagrante ou tenham sua prisão preventiva decretada. Estes agressores também não poderão mais ser punidos com penas alternativas. A legislação aumenta o tempo máximo de detenção previsto de um para três anos; a lei prevê, ainda, medidas que vão desde a remoção do agressor do domicílio à proibição de sua aproximação da mulher agredida.

## Violência doméstica: conceito e tipos
A violência abrange condutas que vão muito além da agressão física. Renato Ribeiro Velloso entende a violência como sendo uma espécie de coação, ou forma de constrangimento, posto em prática para vencer a capacidade de resistência do outrem, ou a levar a executá-lo, mesmo contra a sua vontade. Nesse cenário, Cavalcanti define a violência contra a mulher como sendo qualquer ação ou conduta que cause morte, dano ou sofrimento físico, sexual ou psicológico à mulher, tanto no âmbito público como no privado.
Vale ressaltar que a violência doméstica e familiar é somente uma das formas de violência contra a mulher. Essa forma de violência não se enquadra apenas nas agressões realizadas dentro da residência da vítima, mas em qualquer local, contato que tenha sido ocasionada por uma relação de convivência familiar ou afeto entre o agressor e a vítima. 
Nessas circunstâncias, a Lei Maria da Penha classifica os tipos de violência contra a mulher nas seguintes categorias: 
- Violência patrimonial: entendida como qualquer comportamento que configure controle forçado, destruição ou subtração de bens materiais, documentos e instrumentos de trabalho;
- Violência sexual: engloba os atos que forcem ou constranjam a mulher a presenciar, continuar ou participar de relações sexuais não desejadas, com intervenção de força física ou ameaça;
- Violência física: compreende maneiras de agir que violam os preceitos a integridade ou a saúde da mulher;
- Violência moral: entendida como qualquer conduta que represente calúnia, difamação e/ou injúria;
- Violência psicológica: entendida como qualquer comportamento que cause à mulher um dano emocional, diminuindo sua autoestima, causando constrangimentos e humilhações.

## Efetividade da Lei Maria da Penha
Uma pesquisa do Instituto de Pesquisa Econômica Aplicada (IPEA), publicada em março de 2015, demonstrou que a Lei Maria da Penha reduziu em 10% a projeção de aumento da taxa de homicídios domésticos contra as mulheres, valendo-se da afirmativa que “a LMP foi responsável por evitar milhares de casos de violência doméstica no país”.
Na visão da mulher que dá nome à Lei, a LMP atingiu a forma de agir por parte de agressores e vítimas através de três métodos: o primeiro foi o “aumento do custo da pena para o agressor”; o segundo foi o “aumento do empoderamento e das condições de segurança para que a vítima pudesse denunciar”; por fim, também há o “aperfeiçoamento dos mecanismos jurisdicionais, possibilitando ao sistema de justiça criminal que atendesse de forma mais efetiva os casos envolvendo violência doméstica”. A interação dos dois últimos fatores proporcionou o aumento da probabilidade de condenação. Além disso, os três fatores em conjunto provocaram o aumento esperado da pena, “com potenciais efeitos para dissuadir a violência doméstica”.
Apesar de a LMP ser compreendida como “um dos mais empolgantes e interessantes exemplos de amadurecimento democrático no Brasil”, a pesquisa demonstrou que a efetividade da lei não ocorreu de forma homogênea no país, devido aos “diferentes graus de institucionalização dos serviços protetivos às vítimas de violência doméstica”.

## Críticas positivas
A criação da Lei é de extrema importância na luta contra a violência doméstica e contra a desigualdade de gêneros. Com a promulgação da Lei Maria da Penha, o número de denúncias de violência doméstica aumentou, portanto, infere-se que as mulheres passaram a ter maior conhecimento sobre seus direitos. A Lei é responsável ainda pela criação de locais e serviços que eram antes inexistentes: delegacias com atendimento especializado, por exemplo.
A juíza Andréia Pachá considera a lei um marco na história da luta contra a violência doméstica, segundo ela: "A Lei Maria da Penha foi um passo importante para enfrentar violência contra mulheres [...]". A maioria dos segmentos da sociedade, incluindo a Igreja Católica, consideraram a lei muito bem-vinda. Inclusive em 1990 a Campanha da Fraternidade, instituída pela CNBB, escolheu o tema “Mulher e Homem — Imagem de Deus”, fazendo clara referência à igualdade de gêneros. Na Câmara, a deputada representante da bancada feminina Sandra Rosado do PSB, chamou a atenção de suas companheiras para a aplicação da lei com rigor e prioridade.
A mudança mais considerável da Lei Maria da Penha foi a introdução do parágrafo 9, do Artigo 129, do Código Penal Brasileiro.

## Críticas negativas

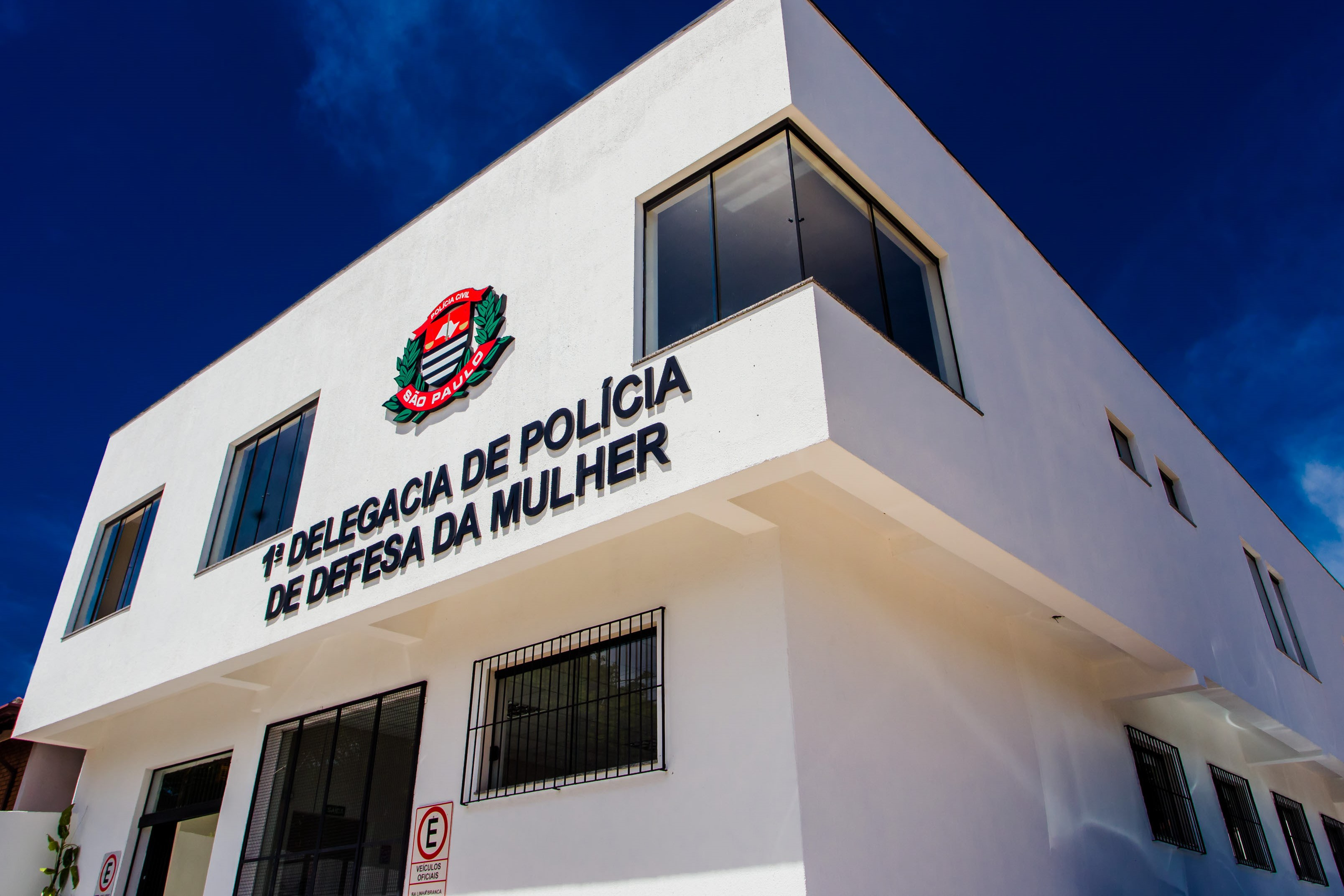
Delegacia da Mulher em Campinas, São Paulo.

Há alguns magistrados que consideram a Lei Maria da Penha inconstitucional e desnecessária, porque violaria o princípio da igualdade entre os sexos. Outras críticas são de que a lei seria severa demais em diversos casos e de que muitas mulheres não gostariam de ver seus parceiros na prisão, o que levaria a uma diminuição no número de denúncias por parte das mulheres agredidas.
Alguns críticos alegam que, embora mais rara, a violência contra o homem também é um problema sério, minorizado pela vergonha que sentem em denunciar agressões sofridas por parte de companheiras agressivas. É caracterizada pela coação psicológica, estelionato (como casamentos por interesse), arremesso de objetos e facadas.

## Relação entre a Lei do Feminicídio e a Lei Maria da Penha
O feminicídio é definido como homicídio qualificado que é cometido contra a mulher por razões da condição de sexo feminino, essa condição, por sua vez, é considerada quando o crime envolve violência doméstica familiar e/ou menosprezo ou discriminação à condição da mulher, segundo a Lei No 13 104, de 9 de março de 2015 (Lei do Feminicídio). A Lei do Feminicídio trata especificamente da penalização do crime de feminicídio.
O feminicídio é a maior expressão da violência contra a mulher, e geralmente se dá como consequência da recorrente violência doméstica sofrida pela mulher. O dispositivo que trata do feminicídio ainda é muito negligenciado no Brasil, assim como a efetivação da Lei Maria da Penha, que ainda tem difícil aplicação e efetividade no cotidiano.
Sabe-se que os números que abarcam a violência doméstica (que compreende diversas atitudes que permeiam desde o abuso emocional até o feminicídio) ainda são pouco precisos, de forma que o número de mortes é o que é de fato investigado. Essa é mais uma falha, já que a taxa de óbitos representa apenas uma parcela do problema da violência contra a mulher.
A relação entre a Lei Maria da Penha e o Feminicídio é bastante nítida no sentido que: caso a Lei fosse efetiva e as medidas protetivas fossem cumpridas, feminicídios seriam evitados. Dessa maneira, entende- se que é necessário que se reforcem ações previstas pela Lei Maria da Penha, bem como a instituição de políticas públicas para o combate à violência contra a mulher.